# Petrus Pauli
Petrus Pauli, född 1550 i Söderköping, var en svensk präst.

## Biografi
Petrus Pauli var son till guldsmeden och borgmästaren Påvel Pedersson och Karin Pedersdotter. Han blev 1571 student vid Uppsala universitet, i april 1575 vid Rostocks universitet och avlade magisterexamen utomlands. Han prästvigdes av sin farbror och blev 1584 lärare på Gråmunkeholmen. Den 10 mars 1585 blev han kyrkoherde i Storkyrkoförsamlingen i Stockholm och avsattes 1590. Han blev 3 mars 1593 avsatt från prästämbetet.